# Алиев, Руслан Шахбандияр оглы
Руслан Шахбандияр оглы Алиев (азерб. Əliyev Ruslan Şahbandiyar oğlu; род. 26 ноября 1998, Москва, Российская Федерация) — азербайджанский и российский спортсмен, выступающий в профессиональном кикбоксинге. Двукратный победитель Кубка мира, бронзовый призёр чемпионата Европы, победитель чемпионатов Москвы, России и Азербайджана.

## Биография

### Россия
Руслан Алиев родился 26 ноября 1998 года в столице России — городе Москве. До 2011 года жил в России, затем переехал в Баку, где получил Азербайджанское гражданство . Через год, в 2012 году вновь возвращаяется в Москву, где проживает ещё три года. В 2015 году переезжает на постоянное место жительства в Баку.
С 2005 по 2014 года (с небольшим перерывом в связи с переездом в Баку) был учеником московской средней школы № 723 восточного административного округа. В 2014 году поступил на факультет менеджмента Колледжа индустриального гостеприимства и менеджмента города Москвы. В связи с переездом на пмж в Баку, прервал обучение в колледже.
Спортом начал заниматься в возрасте 7 лет. Полгода посещал детско-спортивную школу в Москве, где занимался таэквондо. Затем перешёл в футбольную секцию спортшколы «Трудовые резервы», где провел восемь месяцев. В возрасте 8 лет увлекся борьбой, которым занимался полгода. Параллельно, с 2007 года начал посещать секцию кикбоксинга. В течение 9 лет неизменным наставником Руслана был опытный тренер — Александр Васильевич Бабин.
С 9 лет выступал на соревнованиях по кикбоксингу. Участвовал на всероссийских турнирах по фулл-контакту, кубке России, чемпионатах России по версии лайт-контакт, где занимал призовые места, а также «Кубке Петра», где стал победителем в фулл-контакте.
Представлял клуб «Глобал Файтер» (англ. «Global Fighter»).

### Азербайджан
В 2015 году поступил в бакинский профессиональный лицей № 5, где обучается по специальности компьютерного оператора. Защищает цвета клуба «Золотая перчатка» (азерб. «Qızıl Əlcək»).

## Достижения
| №  | Дата                | Место                 | Соревнование                 | Версия                                  | Вес     | Место   |
| -- | ------------------- | --------------------- | ---------------------------- | --------------------------------------- | ------- | ------- |
| 1  | 11 декабря, 2010    | Москва, Россия        | «XIII Кубок Петра»           | Кикбоксинг, фулл-контакт, средние юноши | 42 кг   | Бронза  |
| 2  | 19-23 февраля, 2013 | Шахты, Россия         | Чемпионат России             | К-1, младшие юниоры                     | 57 кг   | Бронза  |
| 3  | 16-19 мая 2013      | Сегед, Венгрия        | Кубок мира                   | Wako, младшие юниоры                    | 60 кг   | Золото  |
| 4  | 14-22 сентября 2013 | Крыница-Здруй, Польша | Чемпионат Европы             | К1                                      | 63,5 кг | Бронза  |
| 5  | 4-8 декабря, 2013   | Мурманск, Россия      | Кубок России                 | К1, юноши                               | 63,5 кг | Золото  |
| 6  | 20-24 января, 2014  | Москва, Россия        | Чемпионат Москвы             | Лоу-кик                                 | 63,5 кг | Золото  |
| 7  | 25-28 февраля, 2014 | Москва, Россия        | Чемпионат Москвы             | К1, младшие юниоры                      | 63,5 кг | Золото  |
| 8  | 28 марта, 2014      | Калининград, Россия   | Чемпионат России             | К1                                      | 63,5 кг | Золото  |
| 9  | 7 сентября, 2014    | Москва, Россия        | Чемпионат Московской области | К1, юниоры                              | 67 кг   | Золото  |
| 10 | сентябрь, 2014      | Анапа, Россия         | Кубок мира                   | К1                                      | 63,5 кг | Золото  |
| 11 | 7 декабря, 2014     | Грозный, Россия       | Кубок России                 | К1                                      | 67 кг   | Золото  |
| 12 | февраль, 2015       | Москва, Россия        | Чемпионат Москвы             | Лоу-кик                                 | 63,5 кг | Золото  |
| 13 | март, 2015          | Серпухов, Россия      | Чемпионат России             | Лоу-кик                                 | 67 кг   | Серебро |
| 14 | 20 февраля, 2016    | Баку, Азербайджан     | Чемпионат Азербайджана       | Взрослые, Лоу-кик                       | 63,5 кг | Золото  |

## Профессиональные бои
| №  | Дата            | Место                | Соперник / Страна            | Версия                                              | Вес     | Итог      |
| -- | --------------- | -------------------- | ---------------------------- | --------------------------------------------------- | ------- | --------- |
| 1  | 17 марта, 2013  | Тирасполь, Молдавия  | Пётр Морарь / Молдавия       | К1                                                  | 63,5 кг | поражение |
| 2  | 6 ноября, 2013  | Бендеры, Молдавия    | Денис Телешман / Молдавия    | WAKO, раздел К-1                                    | 63,5 кг | поражение |
| 3  | 18 мая 2014     | Подольск, Россия     | Александр Гудков / Россия    | К1                                                  | 67 кг   | победа    |
| 4  | 7 сентября 2014 | Москва, Россия       | Александр Гудков / Россия    | К1 — супер бой за титул чемпиона Московской области | 67 кг   | победа    |
| 5  | март, 2015      | Москва, Россия       | Илья Топчин / Россия         | К1                                                  | 67 кг   | победа    |
| 6  | ноябрь, 2015    | Тбилиси, Грузия      | Зураб Шпетишвили / Грузия    | К1 — открытое первенство Тбилиси                    | 63,5 кг | победа    |
| 7  | 9 апреля, 2016  | Гёйгёль, Азербайджан | Зохраб Азимов /Азербайджан   | К1                                                  | 63,5 кг | победа    |
| 8  | 14 мая, 2016    | Шарур, Азербайджан   | Эльшан Ганиев /Азербайджан   | К1                                                  | 63,5 кг | победа    |
| 9  | 24 июля,2016    | Газах, Азербайджан   | Георгий Гохошвили/Грузия     | К1-Профессиональная матчевая встреча                | 63,5 кг | победа    |
| 10 | 13 марта, 2017  | Москва, Россия       | Даниял Мухтаров/Россия       | K1-бой по версии GPRO22                             | 63,5 кг | победа    |
| 11 | 14 мая, 2018    | Шарур, Азербайджан   | Вагиф Бахлюлзаде/Азербайджан | K1                                                  | 63,5 кг | победа    |

## Семья
Отец Руслана — Шахбандияр Алиев в молодости занимался вольной борьбой. Старший брат — Эльшан Алиев, также является кикбоксером и участвовал в чемпионатах России по данному виду спорта.